# I prepotenti
I prepotenti è un film del 1958 diretto da Mario Amendola con protagonisti Aldo Fabrizi e Nino Taranto.
Il film ha avuto un seguito, Prepotenti più di prima.

## Trama
Il romano Cesare ed il napoletano Mimì sono in disaccordo con i figli che si vogliono sposare, e che per questo fuggono di casa. I genitori li inseguono invano tra Roma e Napoli finché quando stanno per imbarcarsi per Capri trovano i due fidanzati a casa della cognata di Mimì. Ne nasce un alterco, ed infine i ragazzi mettono alle strette i padri minacciando di bere del veleno: ciò costringe i due genitori a comprendere ed accettare le loro ragioni, anche perché Cesare scopre che il figlio di Mimì è laureato in legge, e Mimì scopre che la figlia di Cesare è una onesta lavoratrice. I ragazzi dunque si sposano, e durante il banchetto delle due famiglie, i padri iniziano una sfida a colpi di canzonette per decidere se sia meglio la musica Romana o quella Napoletana.

## Riconoscimenti
Il film fu premiato al Festival internazionale del cinema umoristico.